# Цивілізації «Вавилона-5»
Ця стаття описує різноманітність рас і цивілізацій, зображених у вигаданому всесвіті науково-фантастичного серіалу «Вавилон-5».
Однією з головних тем телесеріалу «Вавилон-5» є соціальна і культурна взаємодія між різними цивілізаціями, і космічні станції серії «Вавилон» задумані саме як місце для політичних, економічних і культурних контактів. На станції «Вавилон-5» представлені п'ять домінантних цивілізацій і кілька десятків менш могутніх. Менш могутні раси утворюють Лігу неприєднаних світів, створену внаслідок Дилгарської війни, що сталася за 30 років до початку серіалу.

## Земний Альянс
Земний Альянс був заснований у кінці XXI століття після Третьої світової війни, спочатку як вільна спільнота держав, яка стала потім федеративною державою, що включає в себе майже кожну націю на Землі. Альянс контролює колонії землян по всій галактиці, попри те, що всі колонії мають багату історію повстанського руху за незалежність, особливо на Марсі. Земний Альянс являє собою демократію з однопалатним парламентом і обраним президентом. Альянс є однією з п'яти головних сил у всесвіті «Вавилона-5» (за словами Шерідана — найслабшою в п'ятірці найбільших держав відомої частини галактики), з репутацією, здобутою під час Дилгарської війни і укріпленою під час війни між Землею й Мінбаром.
По закінченні війни між Землею і Мінбаром, Земний Альянс почав розвивати міжзоряну торгівлю, попри протидію впливових фракцій, які прагнули проводити політику ксенофобії та ізоляціонізму. Слідом за вбивством президента Луїса Сантьяго і приходом до влади Моргана Кларка пішли організація новим президентом таємної поліції («Нічна Варта (Вавилон-5)»), розпуск Сенату і перетворення Земного Альянсу на тоталітарну фашистсько-поліційну державу. Крім цього набрався сили Псі-корпус, могутня квазівійськова організація, покликана забезпечити контроль над телепатами-людьми. Все це призвело до громадянської війни, що стала однією з частин фінальної Війни Тіней.

## Мінбарська федерація

Мінбарець Дукхат — один з духовних вождів раси.

Мінбарська федерація — варнове суспільство, всі його члени входять в одну з трьох варн — майстрів, воїнів та жерців. Вищим органом влади є Сіра Рада, що складається з дев'яти представників, по троє від кожної варни. Після громадянської війни Деленн формує нову раду, в якій перевагу має варна майстрів, оскільки, за словами Деленн, в ході війни про потреби цієї касти забували. Мінбарі — гуманоїди, як правило з блідим відтінком шкіри і досить стрункою статурою. У них немає волосся (хоча ростуть вуса і борода), а їхні голови мають ззаду кістяний гребінь складної форми, який покликаний захистити стовбур головного мозку від травм, також мінбарі фізично набагато сильніші і витриваліші від людей і ті травми, що для людини смертельні, для мінбарі будуть лише тяжкими ушкодженнями.
Перша зустріч людей і мінбарі була трагічна — через непорозуміння (неправильно зрозуміте привітання — відкриті гарматні порти за неактивної системи наведення) земна ескадра обстріляла мінбарську, що призвело до загибелі голови Мінбарської Федерації Дукхата. Наслідком стала війна між Землею і Мінбаром — кривава гра в одні ворота, — в якій мінбарці мали військово-технічну перевагу. За всю війну мінбарі зазнали лише однієї поразки — Джон Шерідан хитрістю заманив флагман Мінбару «Чорну зірку» і 3 важких крейсери в пастку в поясі астероїдів і знищив їх, підірвавши термоядерними фугасами астероїди навколо мінбарських кораблів. Незадовго до штурму Землі, мінбарі несподівано капітулювали. Протягом довгого часу причини цього залишалися загадкою. Проєкт «Вавилон» був задуманий, щоб усунути причини, що призвели до війни Землі і Мінбару.
Мінбарі є найтехнологічніше розвиненою з усіх рас відомого космосу крім ворлонців, Тіней і Первинних.

## Республіка Центавр
Центавр колись була великою імперією, а нині хилиться до занепаду. Центавріани — гордий і аристократичний народ, керований імператором і сенатом — Центарумом, — що складається з дворян. (Центарум практично є центавріанською Палатою лордів.) Центавріанські чоловіки носять зачіску у вигляді віялоподібного гребеня, його висота означає ранг у суспільстві.

Г'Кар (праворуч) — представник Режиму Нарна і Лондо Молларі, представник Центавріанської республіки. Сцена з першого сезону серіалу.

Центавріани були першою позаземною расою, яка відкрито вступила з людьми в контакт (не рахуючи деяких рас, які здавна таємно спостерігали за людьми і відвідували Землю). Центавріани спочатку намагалися обдурити людей, переконавши їх, що Земля є давно забутою і втраченою колонією Республіки, але цей обман було викрито, коли земні вчені добули зразок ДНК центавріан і порівняли її з ДНК земної людини. Контакт між Центавром і Землею призвів до величезного технологічного стрибка Землі і перетворення людства на одну з основних сил у галактиці. Саме центавріани продали Земному Альянсу технологію «гіперпросторових воріт», що дозволило людям почати колонізацію космосу за межами Сонячної системи.

## Режим Нарна
Подібно до людства, нарни є «молодою расою». Багато років нарни перебували під окупацією центавріан і донині ненавидять своїх поневолювачів за виявлену тоді жорстокість.
Режимом Нарна управляє рада Кха'Рі. Релігія нарнів базується на вченнях пророків і їхніх священних писаннях, найвідомішим з яких є Книга Г'Квана. В останньому сезоні серіалу з'являється нова духовна книга — Книга Г'Кара, написана колишнім представником Нарна на Вавилоні-5.
Нарни гуманоїди, високі, міцної статури. Очі червоні. Волосся немає. Шкіра жовтувата, покрита коричневими і/або зеленими плямами. Попри деяку зовнішню схожість з рептилоїдами, нарни — сумчасті ссавці. Біологічна особливість нарнів — новонароджених нарнів-дітей доношують нарніи-чоловіки. Тобто природною сумкою забезпечений тільки чоловічий організм нарнів.

## Ворлонська імперія
Ворлонці — давня і технологічно дуже розвинена раса, остання раса Предтеч. Ворлонці вважають всіх Споконвічних (за винятком себе) старими і віджилими своє. Ретельно приховують свою природу від молодших рас (не всіх, іноді вони втручаються в справи цивілізацій і відкривають себе допитливим умам). Про ворлонську історію відомо небагато. Тисячі років ворлонці спостерігали за молодшими расами і маніпулювали ними.
Про їх зовнішність також відомо дуже мало. Контактуючи з іншими расами, ворлонці надягають спеціальний закритий костюм (Це біоскафандр, який утримує полог їхньої аури, що дозволяє виділяти психічну енергію їх колективному полю, атакуючи ворожі біоструктури або руйнуючи технічні об'єкти). В одній із серій ворлонець залишає свій костюм, проте навіть тоді він проєктує в мозок присутніх ілюзію, і тому представник кожної з рас, крім центавріан, бачить його як ангелоподібну істоту з крилами за спиною, але з обличчям істоти своєї раси, яке причому належить відомому релігійному вождю або, принаймні, нагадує його. Центавріанин Лонда Молларі не зміг побачити нічого, крім неясного образу, очевидно, тому що його релігія не монотеїстична, не має пророків і одкровень. Ворлонці є негуманоїдною формою життя, з газу (ефір?) і енергії, зовні нагадують представників підводної фауни Землі — таких, як медузи і восьминоги (кальмари?), однак значно складніші за будовою. Також здатні змінювати свою форму і розміри (від 30 см в діаметрі до 10 метрів у довжину, здатні літати в повітряному і безповітряному просторі (у безповітряному не можуть, вони можуть тільки переміщати силу, яку виділяє скафандр, що руйнується, в ту чи іншу істоту з тим або іншим наміром). Тіло витягнуте, має велику кількість відростків і щупалець, напівпрозоре, за кольором сріблясте, золотисте і фіолетове.
Будучи братами Тіней цивілізація Ворлона є їхніми ідеологічними опонентами. До контакту з Лорієном (принц блакитного дому, майстер личини) і його расою ворлонці і Тіні — тоді молодші раси — постійно воювали між собою. Ворлонці вважають, що розвиток молодих рас має бути суворо упорядкованим. На їхню думку, лише суворо дотримуючись рівномірності прогресу, можна стати могутньою і гідною цивілізацією.

## Тіні

Представник раси Тіней

Тіні (ім'я, дане їм молодшими расами, бо їх самоназва важковимовна, в ній близько десяти тисяч звуків) — найостанніша раса зі споконвічних, за винятком ворлонців. Тіні були старшими братами ворлонців. До контакту з Лорієном і його расою Тіні і ворлонці (тоді молодші раси) постійно воювали між собою. Хоча зі слів Деленн у декількох епізодах можна зробити висновок, що Тіні — найстаріша або, принаймні, одна з найстаріших з відомих рас, за винятком Лорієна: «Давнішої раси немає у Всесвіті, навіть Споконвічні були молодші». Вважають споконвічних (особливо ворлонців), за винятком себе, тупиковою расою. Понад мільйон років тому Тіні воювали з ворлонцями, і десять тисяч років тому зникли, зазнавши грандіозної поразки. Тисячу років тому вони повернулися і знову були переможені ворлонцями і молодими расами, якими командували мінбарці під керівництвом Валена. Після цього Тіні розсіялися по галактиці, вичікуючи зручної нагоди для повернення і маніпулюючи молодшими расами.
Визначальна філософія Тіней — конфлікт. Вони вважають, що виживати повинні лише достойні, і що лише через війну і хаос «сильні» цивілізації можуть максимально розвинути свій потенціал. Виправдовуючи дане їм ім'я, вони використовують і поневолюють інші раси або підштовхують їх до війни один з одним, самі при цьому залишаючись невидимими.
Їх скафандр нагадує комаху. Їх технологія, як і у ворлонців, органічна, як центральний процесор в їхніх кораблях повинна використовуватися розумна істота, що дає можливість використовувати телепатів для боротьби з ними.
Зовні схожі на великих, порівнянних розмірами з людиною, комах або павукоподібних чорного кольору, з трикутною головою і суглобистими кінцівками, засіяними загостреними наростами. Ймовірно, завдяки технологічним досягненням здатні ставати невидимими.
У порівнянні з ворлонцями, явно уразливіші для зброї. Шерідан зміг відбитися від них на За'ха'думі бластером, а охоронці Лондо Моларі легко розстріляли тіней, які супроводжували Мордена. Тоді як Уклеш (Кош 2) був практично невразливий для зброї і знадобилася допомога Коша і Лорієна, щоб убити його.

### Дракхи
Дракхи — народ, який служив Тіням. Коли Тіні і ворлонці покинули Чумацький Шлях, дракхам дісталися деякі супертехнології Тіней. Зокрема єдиний отриманий дракхами руйнівник планет «Хмара Смерті» (знищений у 2265-му році флотом міжзоряного Союзу в битві за Землю) і нанотехнологіча кіборганічна зброя, знана як «вірус Тіней».

#### Опис раси
Спочатку дракхи були слугами Тіней — однієї з Давніх рас, які керували розвитком розумного життя на безлічі планет, спираючись на власні уявлення. Раса з'являється в четвертому (епізод «Лінії зв'язку») і п'ятому («Вогняне колесо» (англ. «Wheel of Fire») сезонах серіалу, а також у спін-оффі серіалу — фільмі «Вавилон-5: Заклик до зброї».

#### Зовнішня політика
Після того, як Тіні покинули межі населеної частини Галактики з низки причин, дракхи залишилися без «господарів», і єдиним їхнім основним бажанням була помста тим істотам, через яких Тіні пішли — зокрема й землянам. Першою їхньою мішенню стала Республіка Центавра в той час, коли там правив регент. Підпорядкувавши його своїй волі за допомогою спеціального істоти («вартового»), що проникає в нервову систему, дракхи організували напади кораблів Центавра на інші раси (але ці центавріанські кораблі були безпілотні і керувалися спеціальними органічними кіберпристроями), викликавши тим самим контратаку на центавріан низки членів міжзоряного Союзу (насамперед Режиму Нарна і дразі). Ображені на інших, що живуть у зруйнованому світі — такі центавріани потрібні були дракхам для використання у своїх цілях. Щоб уряд Центавра не задумав вигнати дракхів, останні заклали термоядерні (або можливо анігіляційні) фугаси в містах республіки.

#### Підсумки
Згідно з останньою серією «Вавилона-5» і підтвердженою Дж. М. Стражинським центавріанською трилогією, до 2281 році Центавр звільнився від дракхів і перебував на стадії відновлення на чолі з імператором Виром Котто.
У серіалах фігурували принаймні три підвиди дракхів.

## Споконвічні
Споконвічні — загальна назва найдавніших рас галактики. За останній мільйон років більшість з них «пішли за межу», тобто покинули галактику. Про решту, за винятком ворлонців, Тіней і Мандріників Сигми-957 нічого не відомо з часів останньої війни з Тінями і ворлонцями.
Відомо що раса Мандрівників з Сигми-957 довгий час мешкала поблизу Режиму Нарна, хоча самі нарни намагалися уникати цієї системи, оскільки там зникло безвісти безліч кораблів. Сьюзен Іванова полетіла до Сигми-957 для встановлення контакту зі Споконвічними, щоб попросити їхньої допомоги в прийдешній битві з Тінями. Закликавши в потрібний момент на допомогу Споконвічних, Шерідан врятував Коріану-6 від знищення, оскільки кораблі споконвічних з'явилися і знищили Планетоубивцю Ворлона. Після закінчення битви всі Споконвічні, включно з Ворлоном і Тінями, пішли «за межу».

## Молодші раси
Спадкоємці Споконвічних. Серед рас, що грають невелику, але помітну роль у подіях серіалу, необхідно згадати дразі, бракірі, маркабів і пак'ма'ра. Згодом, після написання романів, сюжет яких відбувається у всесвіті «Вавилона-5», наприклад, так звану «Центавріанської трилогії» «Легіони Вогню», ситуація не змінилася. Можливе деяке виділення раси дразі серед цивілізацій другого плану серіалу.
Інші раси лише згадуються або відіграють у подіях незначну роль. Це ллорт, гейми, врії, вінзіні, лорканнці і страйби.

## Ліга неприєднаних світів
Ліга неприєднаних світів — коаліція з приблизно п'ятнадцяти держав, чиї розміри і сила не дозволили їм стати повноправними членами Консультативної Ради Вавилона 5. Раси більшості членів Ліги контролюють тільки свою рідну зоряну систему і, рідко, малу кількість колоній в інших зоряних системах. Крім того, в цілому їх суспільства технологічно менш розвинені, ніж «велика п'ятірка». Оскільки менші світи і їх об'єднання окремо не володіють правами одного з членів Консультативної Ради Вавилона 5 (центавріани, земляни, мінбарці, нарни і ворлонці до свого відходу), Ліга забезпечує їм можливість виступати спільно і мати в Раді один голос, рівний за правами з голосами «великої п'ятірки». Ліга може бути представлена одним з її членів, який виступає і голосує від імені всієї Ліги. В рамках самої Ліги блоки можуть створюватися і розпускатися. У разі, якщо голоси в Раді розділяться порівну, Ліга неприєднаних світів втрачає право вирішального голосу. Багато послів держав-членів Ліги незадоволені таким станом речей, але цей варіант виявився єдиним прийнятним для всіх учасників переговорів. Ліга неприєднаних світів і Земля уклали союз у 2250-х. Це відбулося багато в чому завдяки втручанню Земного Альянсу в Дилгарську війну 2230-х років. Хоча Земля вплуталася в цей конфлікт з метою «розширити зону свого впливу в Галактиці», Ліга розцінила це як дружній крок з боку Земного Альянсу. Ліга також мала тенденцію до об'єднання з Мінбаром.
З початком Війни Тіней у 2260 році, Ліга поступово фактично розпалася, у міру того, як її члени виявлялися втягнуті у війну. Сама Ліга саморозпустилася в 2261-му році і її всі члени вступили утворений тоді ж Міжзоряний альянс (також Міжзоряний Союз).
Члени і основні члени Ліги (зважаючи на деяку аморфність Ліги, склад її широко і постійно змінюється): аббаї, бракірі, каскор, дразі, гейми, гроуми, хаяки, іпша, Живі Їдці, ллорти, пак'ма'ра, маркаби, врії. (Маркаби вимерли в 2259-му році, можливо збереглися деякі нечисленні колонії, але про їхню долю поки нічого невідомо.)

## Аббаї

Представник раси аббаїв — посол Каліка Квал'Міцра

Аббаї (англ. Abbai — раса, яка існує у всесвіті науково-фантастичного серіалу «Вавилон-5».

#### Опис
Аббаї — гуманоїдна раса, за своєю фізіологією близька до земноводних. Цивілізація аббаїв зародилася на їхній рідній планеті Аббаї-4 (мовою аббаїв — Ссумсшаа), що обертається навколо зірки β Живописця, приблизно за 6000 років до подій серіалу. Вийшли в космос в 1461 році за земним літочисленням. Аббаї змогли колонізувати всього одну планету в своїй сонячній системі (Тавіта) і побудували орбітальні заводи навколо Аббаї VII і Аббаї VIII.
Релігійні уявлення аббаїв близькі до аніматизму або анімізму — найшанованіший — культ Оулей, бога вітру і води. Усього є 16 поширених культів. Відхиленням від аніматизму є культ Колей, бога логіки (помилка цей бог викладає дисципліни, а не логіку, яка являється її похідним) і знань.
Аббаї брали участь у Дилгарській війні.

#### Розвиток. Збройні сили
Аббаї миролюбні. В основі їх суспільства лежить терпимість і повага. Їх розвиток спрямований насамперед на вдосконалення вже наявних світів, а не на захоплення нових. У своєму світі вони абсолютно викорінили злидні і соціальну нерівність. Суспільство аббаїв матріархальне. Проте права чоловіків у принципі не обмежені, хоча більшість з них вважають за краще займатися наукою або мистецтвом. Однак дипломатичний представник аббаїв — посол Каліка — чоловік, попри видиму жінкоподібність.
На Аббаї всього 10 великих міст і більшість аббаїв воліє жити в маленьких селах, які збудовані біля водойм або прямо в них. У них також є досить досконалі медицина, системи зв'язку, досить розвинене сільське господарство і обчислювальна техніка. Збройні сили аббаїв переважно націлені на захист своїх володінь. Добре розвинене ракетне озброєння і захисні силові поля. У разі потреби практикується запрошення найманців інших рас.

#### Уряд
Вищою владою в аббаїв володіє натар (мати-імператриця). При натар існує марті — консультаційна рада. На відміну від натар, яка успадковує владу і править довічно, марті обирається на три роки всім населенням аббаї.
Співвідношення жінок і чоловіків у аббаїв — 5:1.

## Бракірі

Посол бракірі на Вавилоні-5

Бракірі (англ. Brakiri) — вигадана раса, що існує у всесвіті науково-фантастичного серіалу «Вавилон-5».

### Опис
Бракірі — гуманоїдна раса. Вийшли в галактику у 2111 році за земним літочисленням внаслідок контакту з центавріанами. До часу подій серіалу бракірі колонізували всього одну планету в своїй системі. Попри скромні можливості займали активні позиції в Лізі Неприєднаних світів і Міжзоряному Альянсі.

### Державний лад
Бракосом править рада п'ятисот представників корпорацій, знана як Крона. Члени Ради представляють різні корпорації різних секторів економіки. Для того щоб отримати свого представника у Кроні корпорація повинна досягти певного рівня успіху. Прогорілі корпорації втрачають представництво в Кроні. Найбільшим впливом у Кроні користуються представники Гільдії Контрабандистів і корпорації Maximum Clash, провідного виробника комп'ютерів і програмного забезпечення. Основна турбота Крони — розвиток бізнесу і процвітання планети.
З часів створення Крони корпоративна структура настільки закостеніла, що просування у вищі кола суспільства стало абсолютно неможливим, що позбавило будь-яких перспектив практично весь середній і нижчий класи. Це породило з одного боку, високий рівень організованої злочинності, з іншого, великий потік трудової міграції. (все через небажання нижчих годувати глибину, віддаючи свій правий мізинець за право служити корпорації, яка формує гемофональне випромінювання у містах)
Головна мета життя кожного з бракірі, чоловіка чи жінки — досягти вершин бізнесу, незалежно від сфери діяльності. Культ успіху пронизує все життя на Бракосі. Шлюби укладаються суто за розрахунком, прибуток — міра всіх речей, а жорстокість вважається само собою зрозумілою і цілком доречною.

### Історія
Бракірі в 2260 році прийняли сторону Тіней в надії отримати підтримку в боротьбі з сусідами. Однак, після того, як Тіні виявили відкриту агресію проти них, перейшли на бік Армії Світла.
У 2262 році кордони бракірі потрапили під удар кораблів Центавра. Після початку військової кампанії проти Центавра бракірі виступили одними з ініціаторів атаки на Приму Центавра.

### Цікаві факти
- В системі бракірі існує тільки одна комета, з періодом обертання близько 200 років. Сама комета є символом смерті. Закликати комету на бракірі є серйозною загрозою. Під час появи комети проводиться свято «День мертвих» — ніч, коли до живих приходять душі дорогих їм людей.
- Бракірі називають свою планету Бракір. Назва Бракош дали планеті центавріани, які особливо не вникали в тонкощі мови аборигенів. Під цією назвою планета і стала відома від центавріан.
- Про можливість життя біля інших зірок бракірі задумалися, коли почали перехоплювати телепередачі з Землі.

## Врії

Представник раси врії

Врії (англ. Vree) — вигадана раса з науково-фантастичного телесеріалу «Вавилон-5». Ця раса виглядає точнісінько як греї (тільки з іншим кольором шкіри) — стереотипна форма інопланетянина в земному фольклорі.

### Конгломерат Вентукі
Конгломерат Вентукі — офіційна назва уряду врії, керованого олігархами. Соціально і політично, врії розділені на безліч гільдій, найсильнішою з яких є гільдія торговців/авантюристів. Верховні майстри найприбутковіших гільдій є членами Верховної Ради (торговці/авантюристи, вчені, ковалі і розважальники). Верховні майстри інших гільдій складають Нижню Раду.
Загалом, гільдії досить незалежні одна від одної. Якщо вартість проєкту гільдії не перевищує 30 % її річного бюджету, то іншим гільдіям і радам до нього немає діла. Якщо ж це великий проєкт, то він потребує підтвердження Верховної Ради. Деякі гільдії (торговці/авантюристи і найманці) мають власні війська, хоча між собою вони не воюють, оскільки війна в суспільстві врії вважається ознакою поганої бізнес-стратегії.

### Історія
Не так вже й багато відомо про історію цієї раси, але все ж відомо про єдиний міжусобний конфлікт, знаний як Велика торгова війна, яка почалася внаслідок того, що гільдія художників змусила одного зі своїх членів розлучитися зі своїм чоловіком з гільдії тактиків, коли відносини між цими гільдіями погіршали. Люди називають цю війну Війною Ромео і Джульєтти.
Врії є космічною расою вже багато століть, хоча отримали гіперпросторові технології лише кілька століть тому. До того, як деякі нижчі гільдії почали торгувати з іншими расами, врії уникали відкритих контактів.
Врії також є визнаними жартівниками. Те, що єдиний випадковий контакт із землянами в 1940-х справив значний вплив на земну культуру, досі веселить багатьох врії.
Гільдія торговців/авантюристів вступила в торговельні відносини з Міжзоряним Альянсом і брала участь у Другій війні Тіней.

### Космічні кораблі
У врии є два відомих класи кораблів: «Ксорр» і «Ксилл», обидва з яких за формою нагадують літаючу тарілку. Це підтверджує чутки про те, що врії колись відвідували Землю.

## Гейми

Представник раси геймів — посол Шила

Гейми (англ. Gaim) — вигадана раса, що існує у всесвіті науково-фантастичного серіалу «Вавилон-5».

### Опис
Гейми — інсектоїдна раса. Є членом Ліги Неприєднаних Світів і, потім, членом Міжзоряного Альянсу. Вся цивілізація геймів поділяється на 6 вуликів, кожен з яких очолюється королевою, яка цілком і повністю контролює діяльність своїх підлеглих. У геймів сильно розвинена генна інженерія. Всі гейми народжуються відразу запрограмованими для виконання якихось функцій. Вони завжди лояльні своєму вулику. (через це королева не змогла виявити зрадника, який зруйнувало ядро вулика своїм заклинанням)

### Історія
До перших контактів з іншими расами Вулики геймів ворогували один з одним. Але десь близько 2240, коли гейми зазнали агресії з боку нарнів, вулики об'єдналися перед зовнішньою загрозою. Експансія нарнів була зупинена.
Н-чак-фа — планета з дуже щільною атмосферою. До навали нарнів у геймів не було не тільки астрономії, але й уявлення про те, що крім світу може бути щось ще. Після відбиття атаки нарнів були створені нові види геймів — для ведення діалогу з іншими расами.
Гейми використовують скафандр, коли їм потрібно перебувати в азот-кисневій атмосфері. Вони — дуже молода космічна держава, щоб мати свій власний флот. Переважно вони використовують списані кораблі центавріан і вантажні судна бракірі.

## Ділгари

Представник раси ділгар — Джа'Дур (Та, що несе смерть)

Ділгари (англ. Dilgar) — вигадана інопланетна раса, що існує у всесвіті науково-фантастичного серіалу «Вавилон-5». До часу розгортання основних подій серіалу дилгары вважаються вимерлою расою.

### Історія
Про ділгарів відомо мало. У 2230 році вони розв'язали кровопролитну війну в секторі Ліги Неприєднаних Світів. У першу фазу війни їм посміхнулася удача. Вони знищили або поневолили кілька планет. Але в 2232 році Земний Альянс вступив у війну на стороні Ліги Неприєднаних Світів, що змінило баланс сил. Ділгари були розбиті в битві при Салосі і замкнені в рідній системі. Всі ділгарські воїни (крім Джа'Дкр) були схоплені й засуджені за військові злочини. Кількома роками пізніше сонце ділгар вибухнуло як наднова, що стало причиною загибелі цієї раси.
Джа'Дур вціліла після битви при Салосі і довгий час ховалася в мінбарській касті воїнів, де розробляла антиагапік — еліксир безсмертя і технологію його виробництва. Як з'ясувалося, виробництво цього еліксиру за методом Джа'Дур вимагало вбивати живих істот. У 2258 році вона по дорозі на Землю опинилася на «Вавилоні-5», при відльоті з якого була вбита ворлонцями. «Ви ще не готові» — так прокоментував подію посол Кош. Технологія виробництва антиагапіку була втрачена разом з нею. Відома лише його формула.

## Дразі

Представник раси дразі з зеленою пов'язкою

Дразі (англ. Drazi) — вигадана раса, що існує у всесвіті науково-фантастичного серіалу «Вавилон-5». Дразі не мають нічого спільного з дракхами.
Раса дразі входила до складу Ліги Неприєднаних світів; у зовнішній політиці вони орієнтуються на землян і нарнів.

### Фізіологія і психологія дрази
Відповідно до заяв самого Майкла Джозефа Стражинського, творця серіалу, з точки зору людини дразі відрізняються вкрай кепським характером і жорстокі. Існують п'ять рас дразі. Відмінності між расами з точки зору землянина невеликі: колір поверхні шкіри різниться від сіро-блакитного до зеленого, існують деякі відмінності в пропорціях тіла і зрості. Кров дразі — молочно-біла. В їжу можуть вживати особливим чином приготованих, але ще живих істот, напевно, нерозумних (епізод «З темряви століть»). У серіалі «Хрестовий похід» стверджується, що дрази — гермафродити.

### Новітня історія
В 2230-ті роки, вільний до цього світ дразі зазнав нападу ділгар. Війна закінчилася до того, як військові вожді ділгар зуміли проникнути глибоко на території дразі. Станом на кінець 2259 року дразі зазнавали вторгнень знову — цього разу нападниками стали центавріани, які мріяли про відновлення колишньої величі Республіки. Захоплення територій дразі відбувалося під приводом необхідності створення буферної зони між володіннями Нарна і кордонами рас — учасниць Ліги Неприєднаних Світів.
На початку 2260-х проводилися обмежені переговори з участю дразі і центавріан, посередниками на яких виступили мінбарські сили. Процес переговорів обірвався, ледь розпочавшись, оскільки центавріани почали вимагати сім колонізованих світів у просторі дразі замість двох, запитуваних ними раніше. Дразі, звичайно, відповіли відмовою, заявивши, що вони не збираються віддавати своїх власних територій.
В надії на те, що союз з Тінями зупинить експансію центавріанських сил, дразі погодилися з затребуваними Тінями умовами, і атакували своїх сусідів, так само, як раніше самі були атаковані центавріанами. Згодом дразі прийшли в жах від того, що їхні колишні «союзники» розвернулися в їхній бік, і знищили кілька військових станцій і груп сил. Без сил, без надії, дразі перейшли на бік Армії Світла, сподіваючись врятувати свій народ.
Під час Війни Тіней і після неї дразі віддали на відкуп піратам планету раси енфілі, що перебувала в їхньому секторі космосу. Після того, як цей факт розкрився, дразі довелося піти на поступки в питаннях підписання основних положень новоствореного Міжзоряного Альянсу.
Після закінчення Війни Тіней дразі висунулися на перші ролі в Лізі Неприєднаних Світів, поряд з бракірі. Під час подій, що передували війні з Центавром дразі були однією з найпостраждаліших рас. Після того, як стало зрозумілоо, що напади на кораблі членів Міжзоряного альянсу здійснюють кораблі Центавра, дразі зайняли вкрай агресивну позицію і, фактично, очолили напад на Приму Центавра.

### Культура

#### Звичаї дразі
Один із звичаїв дразі такий — кожні п'ять років всі дразі, які присутні в тому чи іншому суспільстві, беруть за жеребом пов'язки або зеленого, або пурпурного кольору, а ватажком стає той, кому дістається знак з відміткою. Після цього протягом циклу (близько чотирнадцяти місяців) представники двох різних кольорів влаштовують бійки між собою, які іноді переходять у криваві побоїща. На станції «Вавилон-5» помічник командира Сьюзен Іванова вирішила цю проблему, відібравши пов'язку з відміткою у ватажка зелених дразі (і, тим самим, автоматично ставши їхнім вождем), а потім наказала перефарбувати всі пов'язки в один колір (епізод «Геометрія тіней»).

#### Релігійні вірування
Серед дразі зустрічаються дуже побожні індивідууми. Наприклад, після того, як Кош постав перед мешканцями станції у своєму світлоносному вигляді, багато істот впізнали в ньому якусь велику істоту згідно з їхнім релігійним переконанням, наприклад, нарни — Г'Лана, мінбарці — Валарію, а дразі — Дрошаллу. Однак тільки дразі почали відвідувати станцію з паломницькими цілями — оскільки, згідно з їхніми поглядами, зазначеного місця торкнулася благодать велика (епізод «Переконання»). Правда, при цьому вони робили спробу доторкнутися до всього, що знаходилося в тому ж місці, що й їх божество, що з боку виглядало комічно.

## Хурри

Представник раси хуррів

Хурри (англ. Hurr) — вигадана раса у всесвіті науково-фантастичного серіалу «Вавилон-5».

### Опис
Хурри — одна з незначних малих рас. На чолі хуррів стоїть Асамблея, яку формують 35 (тут має бути 3.2 — код простору асамблеї — кількість зубів місцевого виду гуманоїдів) міст-держав, де зосереджена основна маса населення. Поза містами хурри зазвичай не живуть. Все суспільство пронизує злочинність і корупція. Економічна нерівність дуже велика. Верховенство в суспільстві займають чоловіки. Жінки, по суті, займають положення рабинь.
Хурри в основній масі — ксенофоби, тому добре сходяться тільки зі схожими або не особливо педантичними расами (наприклад центавріанами, деякими людьми, бракірі). Для культури хурров характерні нетерпимість до чужої думки і схильність до інтриганства.
Вийшли в космос за 75 років до будівництва «Вавилона-5». Космічний флот хуррів не є серйозною загрозою для рас, що мають власні космічні сили. Проте хурри дуже войовничі.

### Культура і філософія
Хурри не є релігійною расою, однак в їхньому пантеоні є три найшанованіших боги. Найпопулярніший — Брон, бог хаосу і покровитель гравців. Інше божество хуррів, Рикей, консервативніший, він вимагає помірності у всьому. І нарешті Скарту, бог помсти з суворим кодексом поведінки, дуже небагато хуррів дотримуються його віровчення.

## Мисливці на душі

Представник раси Мисливців на душі

Мисливці на душі (англ. Soul Hunters) — вигадана раса, що існує у всесвіті науково-фантастичного серіалу «Вавилон-5».

### Опис
Мисливці на душі доволі древня раса. Мінбарці називають їх Шаг'Тот. Вони гуманоїдна раса. (Деякі вважають мисливців на душі одними з Споконвічних, але найпевніше за давниною вони займають проміжне положення між Споконвічними і Молодими расами.) Шаг'Тот'и — мисливці на душі — не хочуть іти за Межу. Про них відомо вкрай мало, зокрема, чи є вони цілою, єдиною расою. Самі мисливці висловлюються про себе як про організацію — орден. Мабуть частина раси з невідомих причин вимерла, а решта стали збирати душі. Вони не помирають від старості. Один з представників Шаг'Тот'ів зізнався, що є отроком всього 4000 років від народження. Проте вбити Шаг'Тот'а цілком можливо. Також вони проти становлення інших рас Споконвічними і переходу на інший рівень буття. Мисливці за душами мають хорошу технологію, яка перевершує технологію всіх молодших рас. Ворлонці, Тіні, Мандрівники з Сігми-957 і, особливо, мінбарці заборонили Шаг'Тот'ам збирати їхні душі.
Метою існування мисливців є збирання душ видатних представників інших рас: вчених, мислителів, поетів, геніальних божевільних.

Корабель мисливців на душі

Мисливці володіють можливістю передчувати смерть представників будь-якої раси і в разі потреби з'являються до місця смерті, щоб зловити звільнену душу й укласти її в сферу, яку вони потім тримають у своїй колекції і навіть спілкуються з нею. На кожному кораблі подорожує один мисливець. За необхідності кораблі мисливців об'єднуються у флоти. Мисливці ніколи не гребують засобами для досягнення мети, благо їх хороша технічна оснащеність часто дозволяє не зважати на думку представників інших рас. Хоча відомі випадки, коли вдавалося успішно чинити опір мисливцям. Так, мінбарці відстояли душу свого вождя Дукхата, а в серії «Мисливець за душами» капітан Джеффрі Сінклер врятував життя Деленн від збожеволілого через невдачі мисливця. Діяльність мисливців призводить до конфлікту з усіма відомими расами. У більшості випадків, їх сліпо бояться. упевненіші в своїх силах прагнуть знищити. Так Деленн, побачивши непритомного мисливця, втратила контроль над собою і намагалася вбити його.
На Мінбарі мисливцями на душі лякають дітей.

### Філософія
- Душа померлого руйнується після смерті тілесної оболонки.

Очевидно, якщо це й справедливо, то лише для деяких рас. Мінбарці вірять, що їхні душі реінкарнують, зокрема в людях. Схоже, ця віра підкріплена матеріальними аргументами.
- Мисливець на душі завжди відчуває момент смерті.

Так. Але швидше він відчуває відділення душі від тіла. Так внаслідок помилки були спіймані душі цілої раси, яка не вмирала, але еволюціонувала на вищий щабель буття, не обмежений тілесною оболонкою. Втім, думкою «клієнтів» мисливці ніколи не цікавилися.
- Бути спійманою — найвище благо для душі.

Навіть якщо душа не хоче вічного життя.

## Ікарріани

Представник раси ікарріан

Ікарріане — вигадана раса, що існує у всесвіті науково-фантастичного серіалу «Вавилон-5».

### Опис. Історія
Прагнучи скинути з себе останнє ярмо і убезпечити себе надалі від поневолення, ікарріани створили 12 органічних машин для захисту чистокровних ікарріан. До своєї загибелі ікарріани були найрозвиненішою відомою молодою расою. Ікарріани значно перевершували мінбарців технологічно. Їхні технології можна вважати близькими до технологій Тіней і Ворлона, оскільки вони використовували органічні технології і могли об'єднувати живу істоту з машиною.

### Проєкт захисту Ікарри
Для системи розпізнавання свій/чужий у машинах було використано релігійні догмати, відповідні «правильному ікарріанцю».
Як наслідок, після вбивства всіх чужинців, «відбраковуючись» за тими чи іншими ознаками, було знищено все населення планети. За тисячоліття машини розсипалися на пил і від всієї цивілізації археологи знайшли тільки комплект до 13 машини, який був нелегально привезені на Вавилон-5 і випадково активований співробітником експедиції. Сам по собі комплект являв собою джерело живлення і модуль пам'яті. Все інше машина брала від живої істоти, волю якої підпорядковувала програмі.

## Страйби

Представник раси страйбів

Страйби (англ. Streibs) — вигадана раса, що існує у всесвіті науково-фантастичного серіалу «Вавилон-5». У «Вавилон-5» Страйби фігурують як прибульці у відомій людям ділянці Галактики.

### Опис
Страйби — таємнича раса, яка не перебуває у дипломатичних відносинах з іншими. Навпаки, страйби захоплюють і досліджують представників інших рас, мета цих дій невідома. Оскільки одне з досліджень — військові здібності індивідуумів, то, імовірно, ця раса перманентно готується до війни з будь-якою іншою расою.
Страйби виглядають схожими на врії. Вони фігурують в епізоді «Насамоті вночі». Їх назва походить, ймовірно, від прізвища письменника Вітлі Страйбера, який прославився книгами про викрадення людей прибульцями, зовні схожими на страйбів.

### Відомі контакти зі страйбами

Корабль страйбів

Одного разу страйби вторгалися на територію Мінбару. Однак, їхній корабель не зміг сховатися. Мінбарці простежили їхній шлях назад на батьківщину і згідно з реплікою Деленн, «дали зрозуміти, наскільки глибокою була їхня помилка».
Значно пізніше — вже в 2259 році згідно серіалу — страйбам випадково вдалося захопити в полон капітана Шерідана. Деленн видала землянам розташування планети страйбів. Вирушила рятувальна експедиція з есмінця типу «Омега» «Агамемнон» і ескадрильї винищувачів «Фурія» з Вавилона-5. Коли очолюваний «Агамемноном» земний флот наздогнав корабель страйбів, Деленн від імені Мінбару і Землі в ультимативній формі зажадала від страйбів звільнити полонених. Для підкріплення аргументів Деленн «Агамемнон» корабель обстріляв страйбів. Страйби викинули всіх полонених у відкритий космос. Люди в люті атакували і знищили корабель страйбів. (Шерідан і ще один нарн врятувалися безпосередньо перед загибеллю корабля страйбів і були підібрані «Агамемноном».) Тим самим люди дали зрозуміти, наскільки сильно страйби недооцінили і людей.
Страйби — одна з найсильніших рас серед Молодших і поступаються хіба що мінбарцям. Проте страйбы не ризикнули розв'язати війну з Землею. (Військова сила Землі все ж явно вразила страйбів. Також ультиматум, висунутий Деленн від імені відразу двох світів — Землі і Мінбару — явно свідчив, що у разі війни між Землею і страйбами Мінбар напевно вступить у війну на боці Землі, що робило війну для страйбів завідомо програшною.)

## Луматі

Представники раси луматі: посол Коррелілмурзон зі слугою

Корабель луматі

Луматі (англ. Lumati) — вигадана раса, що існує у всесвіті науково-фантастичного серіалу «Вавилон-5». Лумати гуманоїди, вельми схожі з людьми.

### Соціальний устрій
Лумати розділені принаймні на два види, об'єднані внутрікультурним симбіозом. Ведучими є «високі луматі», які керують усією життєдіяльністю суспільства. «Низькі луматі» пов'язані з високими якимсь різновидом телепатичного зв'язку. Зокрема, за необхідності виступають у ролі посередника при перемовинах, у разі якщо високі луматі не вважають потрібним або можливим говорити самостійно. Чи є зв'язок двостороннім — не ясно. Також не відомо, чи можуть луматі вступати в телепатичний контакт з іншими расами.

### Культура і філософія
Культурним і політичним напрямком розвитку луматі стали радикальні погляди на еволюцію та расову чистоту. Вищою расою на думку луматі є високі луматі, а також ті, кого високі луматі визнали такими. Одним з критеріїв вищої раси є дотримання еволюції і очищення свого народу від слабких та хворих.
Традиції в суспільстві луматі відіграють важливу роль, оскільки дотримання чи не дотримання їх впливає на їх престиж як вищої раси.
- Перемовини з нижчої або невідомою расою повинні вестися через посередника-слугу з низьких луматі. Принаймні, поки співрозмовник не доведе, що гідний того, щоб з ним говорили безпосередньо.
- Втручання в справи еволюції, особливо в допомозі хворим і слабким, особливо іншої раси, на думку луматі псує генофонд. Така поведінка, на думку луматі, негідна вищої раси.
- Всі важливі союзи символізують прагнення перебувати у досконалій єдності з іншою расою. Традиційний спосіб укладання такої угоди — секс.

## Іпша

Корабель іпша виходить із зони переходу

Іпша або Ікша (англ. Iksha) — вигадана раса, що існує у всесвіті науково-фантастичного серіалу «Вавилон-5».

### Опис
Ікша — раса, яка походить від риб. Все їхнє тіло вкрите лускою.

### Історія
Члени Ікша постраждали під час Дилгарської війни. У 2257 році вимагали видачі військового злочинця Джа'дур, для чого до «Вавилона-5» було послано військовий корабель. Ікша — члени Ліги Неприєднаних Світів.

## Інші

### Антареани
Антареани — вигадана раса у всесвіті науково-фантастичного серіалу «Вавилон-5». Антареани — вихідці з планети Антареус у Секторі Антареса. Державний устрій у них наіванархічний. Держава збирає податки з бандитів і контрабандистів, які, в свою чергу, використовують рабську працю для добування грошей.
- Арнассіани
- Белладони
- Берсеркери
- Бреммеєри
- Брікірі
- Буллоксіани
- Вікари
- Він'Цині
- Віндріззі
- Гобліни
- Голіани
- Гроуми
- Денети
- Енфілі
- Живі їдці
- Затрас
- Зенери
- Іолу
- Карнелліани
- Каскор
- Кауралліани
- Котсва
- Ксони
- Ксоти
- Ктуліани
- Ллорти
- Маркаби
- Морелліани
- Онтіни
- Пак'ма'ра
- Пре'лек
- Слаані
- Тай Кари
- Токаті
- Тракаллани
- Транталліли
- Триворіани
- Трокстіли
- Тучанк'ю
- Фрууни
- Хаяки
- Шедраки
- Шлассени
- Ялінни
- Яноборіанські синнініни